# Helianthemum cretaceum
Helianthemum cretaceum là một loài thực vật có hoa trong họ Nham mân khôi. Loài này được Juz. ex Dobrocz. mô tả khoa học đầu tiên.